# Phelsuma grandis
Phelsuma grandis is een hagedis die behoort tot de gekko's. Het is een van de soorten madagaskardaggekko's uit het geslacht Phelsuma.

## Naam en indeling
De wetenschappelijke naam van de soort werd voor het eerst voorgesteld door John Edward Gray in 1870. De hagedis werd lange tijd beschouwd als een ondersoort van de madagaskardaggekko (Phelsuma madagascariensis). De soortaanduiding grandis betekent vrij vertaald 'groot'.

## Uiterlijke kenmerken
Phelsuma grandis bereikt een kopromplengte tot 10,2 centimeter en een totale lichaamslengte inclusief staart tot 28 cm, uitschieters kunnen tot 30 cm lang worden. Het is hiermee een van de grootste soorten madagaskardaggekko's. De hagedis heeft een groene kleur en heeft een tekening van rode vlekken. Tussen het oog en de neusopening is een rode streep aanwezig. Het aantal schubbenrijen op het midden van het lichaam bedraagt 67 tot 77.

## Levenswijze
De vrouwtjes zetten eieren af, dit zijn er een of twee per legsel. Ze kunnen echter iedere vier tot zes weken een legsel produceren. De jongen komen na ongeveer twee maanden uit en hebben een totale lichaamslengte van 6,7 tot 7 centimeter.

## Verspreiding en habitat

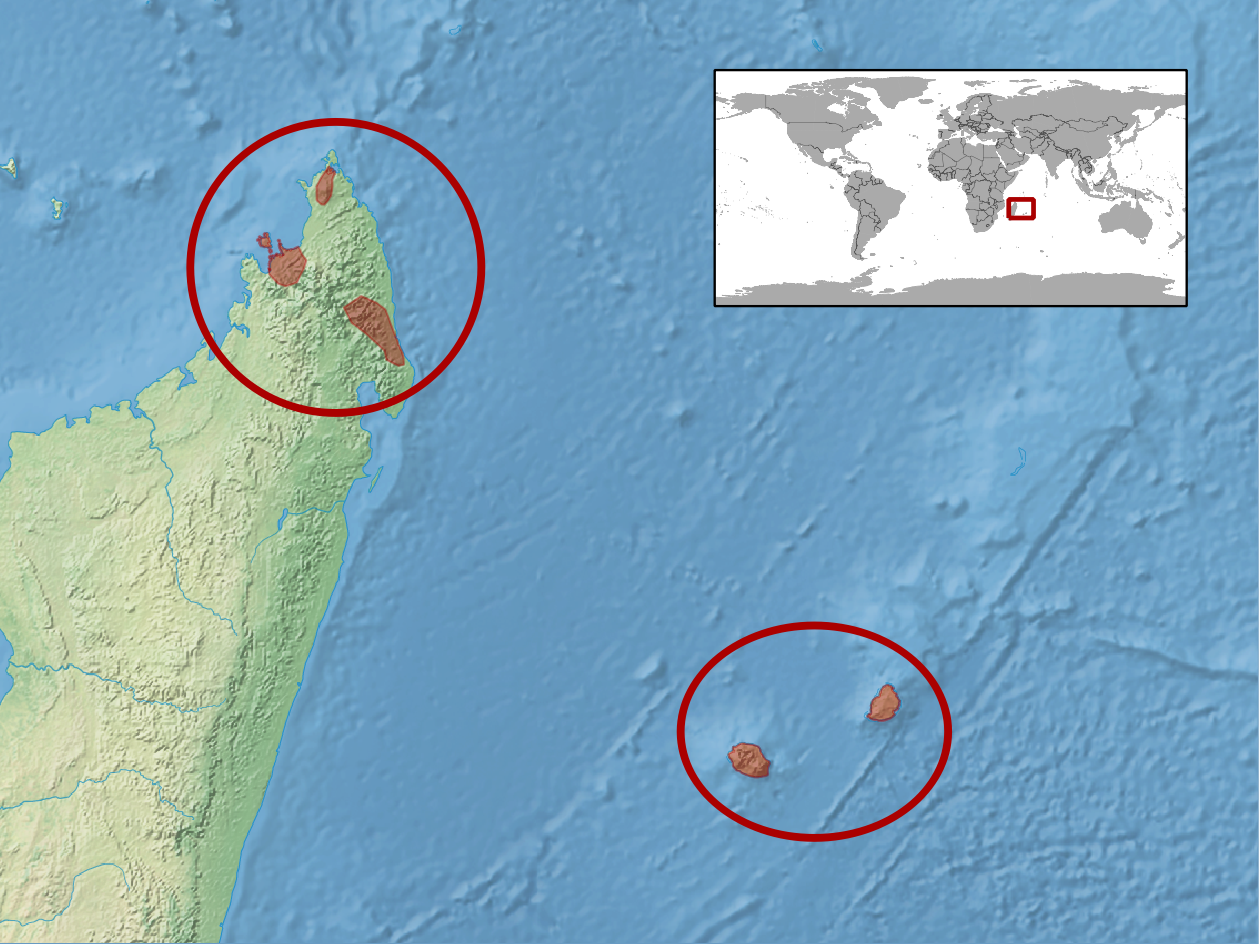
Verspreidingsgebied in het rood.

De soort komt voor in delen van Afrika en leeft endemisch in noordelijk Madagaskar, inclusief de eilanden Nosy Komba en Réunion. en Mauritius. De habitat bestaat uit vochtige tropische en subtropische laaglandbossen. Ook in door de mens aangepaste streken zoals plantages, stedelijke gebieden en aangetaste bossen kan de hagedis worden gevonden. De soort is aangetroffen van zeeniveau tot op een hoogte van ongeveer 900 meter boven zeeniveau.

## Beschermingsstatus
Door de internationale natuurbeschermingsorganisatie IUCN is de beschermingsstatus 'veilig' toegewezen (Least Concern of LC).